# Kolymská přehradní nádrž
Kolymská přehrada (rusky Колымское водохранилище) je přehradní nádrž v Magadanské oblasti v Rusku v jižní části pohoří Čerského. Sypaná přehradní hráz je 130 m vysoká a asi 780 m dlouhá. Přehradní jezero má rozlohu 441 km², podél Kolymy je 148 km dlouhé a dosahuje maximální šířky 6 km. Maximálně je hluboké 120 m. Má objem 14,56 km³.

## Vodní režim
Nádrž vznikla za hrází Kolymské vodní elektrárny a byla poprvé naplněna v roce 1989

## Využití
Využívá se k získávání vodní energie, k regulaci průtoku řeky a k vodní dopravě.